# Strzelectwo na Letniej Uniwersjadzie 2007

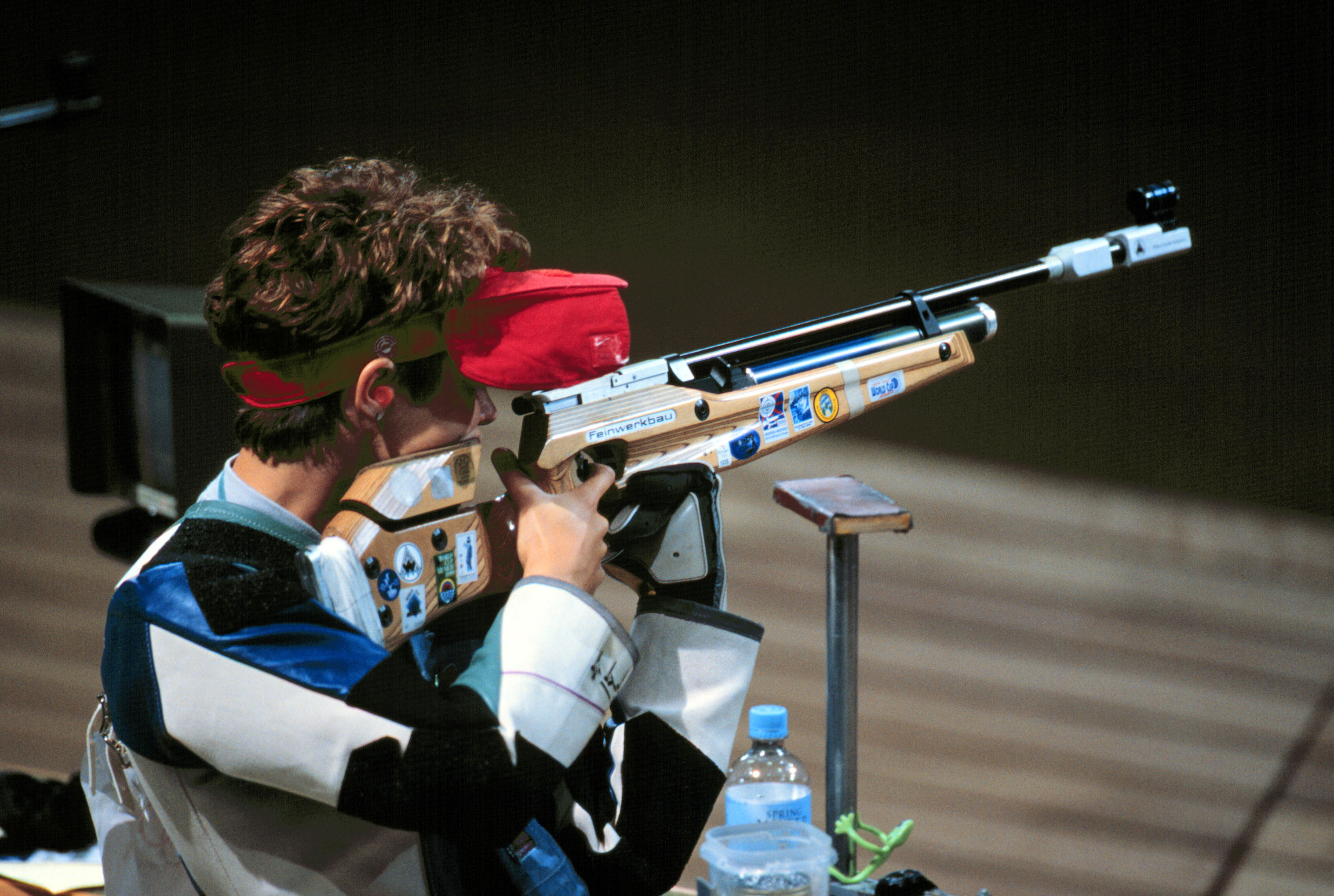

Strzelectwo na Letniej Uniwersjadzie 2007 odbywało się w dniach 10–13 sierpnia na obiektach Clay Target Range i Shooting Range w Bangkoku. Rozegranych zostało 40 konkurencji.
Polska zdobyła 2 srebrne i 3 brązowe medale.

## Obiekty
| Obiekt            | Miasto  | Funkcja           |
| Clay Target Range | Bangkok | Zawody i treningi |
| Shooting Range    | Bangkok | Zawody i treningi |

## Konkurencje
| Konkurencja                       | Mężczyźni     | Mężczyźni | Kobiety       | Kobiety   |
| Konkurencja                       | indywidualnie | drużynowo | indywidualnie | drużynowo |
| Pistolety                         |               |           |               |           |
| pistolet pneumatyczny 10 metrów   | ✔             | ✔         | ✔             | ✔         |
| pistolet szybkostrzelny 25 metrów | ✔             | ✔         |               |           |
| pistolet standardowy 25 metrów    | ✔             | ✔         | ✔             | ✔         |
| pistolet 50 metrów                | ✔             | ✔         |               |           |
| Karabiny                          |               |           |               |           |
| karabin pneumatyczny 10 metrów    | ✔             | ✔         | ✔             | ✔         |
| karabin trzy postawy 50 metrów    | ✔             | ✔         | ✔             | ✔         |
| karabin leżąc 50 metrów           | ✔             | ✔         | ✔             | ✔         |
| Rzutki                            |               |           |               |           |
| skeet                             | ✔             | ✔         | ✔             | ✔         |
| trap                              | ✔             | ✔         | ✔             | ✔         |
| trap podwójny                     | ✔             | ✔         | ✔             | ✔         |
| Tarcze ruchome                    |               |           |               |           |
| tarcze ruchome 10 metrów          | ✔             | ✔         |               |           |
| tarcze ruchome mieszane 10 metrów | ✔             | ✔         |               |           |

## Medale

### Pistolety
| Konkurencja                                        | Złoto             | Srebro               | Brąz             |
| Mężczyźni                                          |                   |                      |                  |
| 10 metrów p.pneumatyczny indywidualnie szczegóły   | Leonid Jekimow    | Ha Gil-yong          | Lee Dae-myung    |
| 10 metrów p.pneumatyczny drużynowo szczegóły       | Korea Południowa  | Rosja                | Ukraina          |
| 25 metrów p.szybkostrzelny indywidualnie szczegóły | Marcel Goelden    | Leonid Jekimow       | Piotr Daniluk    |
| 25 metrów p.szybkostrzelny drużynowo szczegóły     | Rosja             | Korea Południowa     | Kazachstan       |
| 25 metrów p.standardowy indywidualnie szczegóły    | Balazs Adrian Pal | Marcel Goelden       | Leonid Jekimow   |
| 25 metrów p.standardowy drużynowo szczegóły        | Rosja             | Kazachstan           | Tajlandia        |
| 50 metrów indywidualnie szczegóły                  | Leonid Jekimow    | Iwan Rybowałow       | Lee Dae-myung    |
| 50 metrów drużynowo szczegóły                      | Rosja             | Ukraina              | Korea Południowa |
| Kobiety                                            |                   |                      |                  |
| 10 metrów p.pneumatyczny indywidualnie szczegóły   | Sarao Harveen     | Olena Kostewycz      | Kira Mozgałowa   |
| 10 metrów p.pneumatyczny drużynowo szczegóły       | Ukraina           | Korea Południowa     | Indie            |
| 25 metrów indywidualnie szczegóły                  | Wang Jieyi        | Munkhzul Tsogbadrakh | Wiktorija Czajka |
| 25 metrów drużynowo szczegóły                      | Chiny             | Rosja                | Ukraina          |

### Karabiny i karabinki
| Konkurencja                                 | Złoto              | Srebro            | Brąz              |
| Mężczyźni                                   |                    |                   |                   |
| 10 metrów indywidualnie szczegóły           | Tino Mohaup        | Siergiej Krugłow  | Niccolò Campriani |
| 10 metrów drużynowo szczegóły               | Rosja              | Korea Południowa  | Niemcy            |
| 50 metrów 3 postawy indywidualnie szczegóły | Jurij Jurkow       | Milenko Sebić     | Damian Kontny     |
| 50 metrów 3 postawy drużynowo szczegóły     | Chiny              | Kazachstan        | Rosja             |
| 50 metrów leżąc indywidualnie szczegóły     | Maksym Komirenko   | Adam Gładyszewski | Chen Qiulong      |
| 50 metrów leżąc drużynowo szczegóły         | Niemcy             | Ukraina           | Chiny             |
| Kobiety                                     |                    |                   |                   |
| 10 metrów indywidualnie szczegóły           | Manuela Felix      | Liao Sha          | Wang Qinqin       |
| 10 metrów drużynowo szczegóły               | Chiny              | Niemcy            | Rosja             |
| 50 metrów 3 postawy indywidualnie szczegóły | Wang Qinqin        | Daniela Peskova   | Agnieszka Staroń  |
| 50 metrów 3 postawy drużynowo szczegóły     | Czechy             | Niemcy            | Tajlandia         |
| 50 metrów leżąc indywidualnie szczegóły     | Natalija Czepurina | Regin Time        | Wang Qinqin       |
| 50 metrów leżąc drużynowo szczegóły         | Tajlandia          | Chiny             | Rosja             |

### Rzutki
| Konkurencja                           | Złoto                | Srebro                | Brąz               |
| Mężczyźni                             |                      |                       |                    |
| skeet indywidualnie szczegóły         | Andreas Chasikos     | Nikolay Pil'shelnikov | Ralf Buhheim       |
| skeet drużynowo szczegóły             | Włochy               | Cypr                  | Chiny              |
| trap indywidualnie szczegóły          | Lorenzo Prosperi     | Yuriy Nikandrov       | Jozef Hupka        |
| trap drużynowo szczegóły              | Włochy               | Czechy                |                    |
| trap podwójny indywidualnie szczegóły | Alexander Furasyev   | Athimet Khamgasem     | Mikail Leybo       |
| trap podwójny drużynowo szczegóły     | Rosja                | Włochy                | Chińskie Tajpej    |
| Kobiety                               |                      |                       |                    |
| skeet indywidualnie szczegóły         | Chen Weiwei          | Sutiya Jiewchaloemmit | Kim Ae-kyum        |
| skeet drużynowo szczegóły             | Chiny                | Korea Południowa      | Rosja              |
| trap indywidualnie szczegóły          | Zuzana Stefecekova   | Marina Sauzet         | Weisa Yang         |
| trap drużynowo szczegóły              | Chiny                | Włochy                | Tajlandia          |
| trap podwójny indywidualnie szczegóły | Janejira Srisongkram | Rachel Parisch        | Zuzana Stefecekova |
| trap podwójny drużynowo szczegóły     | Chińskie Tajpej      | Tajlandia             |                    |

### Ruchome tarcze
| Konkurencja                                  | Złoto           | Srebro        | Brąz                    |
| Mężczyźni                                    |                 |               |                         |
| 10 metrów indywidualnie szczegóły            | Gan Lin         | Łukasz Czapla | Władysław Prjanisznikow |
| 10 metrów drużynowo szczegóły                | Rosja           |               |                         |
| 10 metrów t.mieszane indywidualnie szczegóły | Dmitrij Romanow | Łukasz Czapla | Maksim Stiepanow        |
| 10 metrów t.mieszne drużynowo szczegóły      | Rosja           | Chiny         | Ukraina                 |

## Czołówka tabeli medalowej
| Rk  | Kraj             | Złoto | Srebro | Brąz | Razem |
| 1.  | Rosja            | 10    | 5      | 8    | 23    |
| 2.  | Chiny            | 9     | 3      | 6    | 18    |
| 3.  | Niemcy           | 4     | 3      | 3    | 10    |
| 4.  | Ukraina          | 3     | 5      | 4    | 12    |
| 5.  | Tajlandia        | 2     | 2      | 3    | 7     |
| 6.  | Włochy           | 2     | 2      | 1    | 5     |
| 7.  | Korea Południowa | 1     | 5      | 4    | 10    |
| 8.  | Kazachstan       | 1     | 2      | 1    | 4     |
| 9.  | Słowacja         | 1     | 1      | 2    | 4     |
| 14. | Polska           |       | 3      | 2    | 5     |

Strona FISU